# Annalena Malatesta

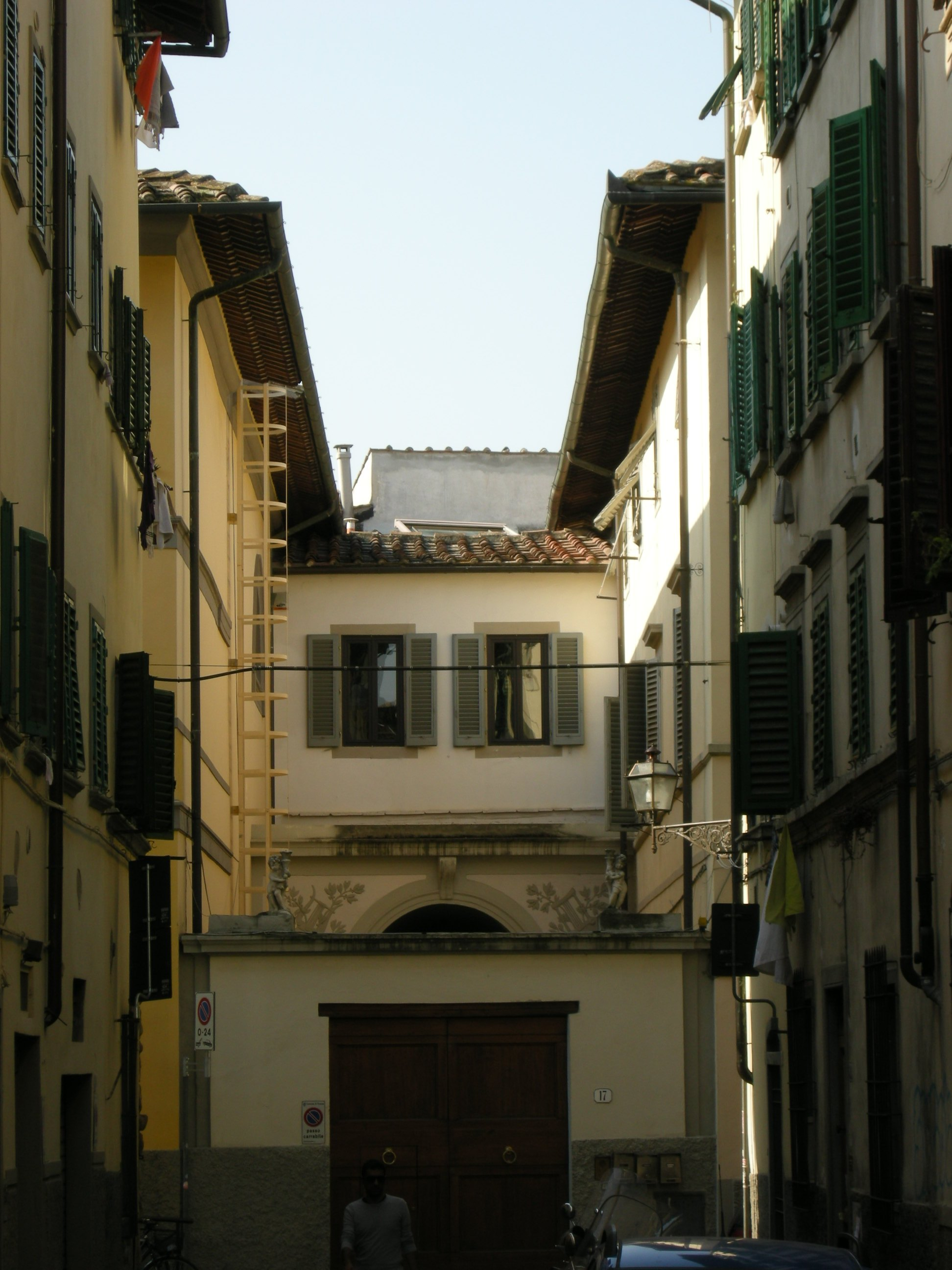
Firenze, ex Convento di Annalena

Annalena Malatesta (1416 – Firenze, 3 marzo 1491) è stata una nobildonna e religiosa italiana.

## Biografia
Era figlia di Galeotto Malatesta, signore di Ghiaggiolo, e di Maria Orsini.
Rimasta orfana della madre da bambina, fu trasferita a Firenze presso la casa della contessa Elisabetta Guidi, figlia di Roberto da Battifolle (1315/1320-1375). Nel 1438 venne maritata al famoso condottiero fiorentino Baldaccio d'Anghiari,  fatto uccidere nel 1441; gli sposi si stabiliorono nel castello di Sorci ad Anghiari. 
Dopo la morte del marito, Annalena si diede alle opere di carità e alla vita religiosa. Nel 1454 divenne terziaria domenicana e trasformò la propria abitazione nel primo nucleo del convento, grazie anche all'autorizzazione di papa Niccolò V e rimasto attivo fino al 1786. Il convento, grazie agli aiuti di cittadini e della famiglia Medici, accolse fino a cento religiose. 
Morì nel 1491 e fu sepolta nella chiesa del convento, del quale fu badessa.

## Posterità
La storia di Annalena ci è tramandata da Niccolò Machiavelli nelle sue Istorie fiorentine, pubblicata postuma nel 1532.

## Discendenza
Annalena e Baldaccio ebbero un figlio, Guidantonio, morto di peste nel 1450.